# Kedarnath (Berg)
Der Kedarnath (Hindi केदारनाथ) ist ein 6940 m hoher Berg im Himalaya in Uttarakhand in Indien.
Der Berg befindet sich in der Gangotri-Gruppe im östlichen Garhwal-Himalaya. Der 6831 m hohe Nebengipfel Kedar Dome befindet sich 1,5 km nordöstlich vom Hauptgipfel. Der Gangotrigletscher verläuft entlang seiner Ostflanke. Etwa 8 km nördlich des Kedarnath erstreckt sich die Bergkette bestehend aus Thalay Sagar, Meru und Shivling.
Die Erstbesteigung des Kedarnath gelang im Jahr 1947 dem Schweizer André Roch und anderen.